# Richard A. Gardner
Richard Alan Gardner (n. 28 aprilie 1931 - d. 25 mai 2003) a fost un cercetător american, profesor de psihiatrie din cadrul diviziei de Psihiatrie a Copilului de la Universitatea Columbia (1963-2003), care a studiat divorțurile și relațiile dintre părinți și copii după divorț. Este cunoscut pentru faptul că a definit pentru prima dată noțiunea de Sindrom al Alienării Părintești (sau PAS), în anul 1985. A publicat peste 40 de cărți și peste 250 de articole într-o varietate de domenii ale psihiatriei infantile.